# Tomoxena
Tomoxena är ett släkte av spindlar. Tomoxena ingår i familjen klotspindlar.
Kladogram enligt Catalogue of Life:
| Tomoxena | \| \| Tomoxena alearia \| \| \| \| \| \| Tomoxena dives \| \| \| \| \| \| Tomoxena flavomaculata \| \| \| \| |
|          | \| \| Tomoxena alearia \| \| \| \| \| \| Tomoxena dives \| \| \| \| \| \| Tomoxena flavomaculata \| \| \| \| |
|          | Tomoxena alearia                                                                                             |
|          | |
|          | Tomoxena dives                                                                                               |
|          | |
|          | Tomoxena flavomaculata                                                                                       |
|          | |